# Сафонов, Михаил Владимирович
Михаил Владимирович Сафонов (1878—1939) — военачальник, участник Гражданской войны, командующий войсками Ферганского фронта.
Из купеческой семьи. Родился 1 ноября 1878 года в Туле. Учился в Петербургском университете. С 1899 г. участник революционного движения, в 1906 г. примкнул к эсерам-«максималистам», в 1917—1918 левый эсер, с марта 1919 г. член РКП(б). Несколько лет провёл в тюрьме (в Шлиссельбургской крепости) и на каторге.
С марта 1918 г.— в Красной Гвардии, затем в РККА. Участник гражданской войны в Туркестане. В 1919 г. командующий, зам. командующего войсками Ферганского фронта. За героизм, проявленный при обороне Андижана, награжден орденом Красного Знамени.
В 1920 г. — начальник управления трудовых частей Туркестанского фронта. В 1920—1921 гг. полпред РСФСР в Хиве. С 1922 г. на руководящей хозяйственной и советской работе.